# Phyllastrephus albigularis
Phyllastrephus albigularis е вид птица от семейство Pycnonotidae.

## Разпространение
Видът е разпространен в Ангола, Бенин, Габон, Гана, Гвинея, Екваториална Гвинея, Камерун, Република Конго, Демократична република Конго, Кот д'Ивоар, Либерия, Нигерия, Сенегал, Сиера Леоне, Судан, Того, Уганда, Централноафриканската република и Южен Судан.